# Protancylis
Protancylis is een geslacht van vlinders van de familie bladrollers (Tortricidae).

## Soorten
- P. amseli Diakonoff, 1983
- P. bisecta Razowski, 2002